# Stade Français
|  | For fodboldklubben af samme navn, se Stade Français (fodbold) |
Stade Français eller Stade Français Paris er en fransk rugbyklub, der spiller i Top 14, den øverste liga i det franske seriesystem. Klubben kommer fra Paris og er en af Frankrigs og Europas ældste rugbyklubber. Stade Français var tidligt et af de dominerende hold i Frankrig og vandt fem af de ti første franske mesterskaber i slutningen af 1800-tallet og begyndelsen af 1900-tallet. Efter det fulgte dog en lang periode på 90 år, inden klubben vandt sit næste mesterskab i 1998. Herefter har klubben etableret sig som en førende rugbyklub og vundet fire mesterskaber i 2000-tallet, det sidste i år 2007. Ved to lejligheder har Stade Français nået finalen i Heineken Cup, rugbyens turnering, der modsvarer fodboldens UEFA Champions League. Klubben har dog tabt begge finaler.
Som et hold fra hovedstaden er Stade Français indblandet i flere historiske rivaliseringer. Den vigtigste er med lokalkonkurrenten Racing Club de France; rivaliseringen går tilbage til 1800-tallet og bygger på, at Racing har været en mere aristokratisk klub, hvorimod Stade Français anser for mere folkelig. En anden og mere intensiv rivalisering pågår med Union Bordeaux Bègles (tidligere Stade Bordelais) fra Bordeaux. Rivaliseringen går mere end 100 år tilbage til år 1901, da Stade Bordelais besejrede Stade Français i finalen om det franske mesterskab, men Stade Français ankede afgørelsen og blev herefter tilldelt mesterskabet. 
| Sport | Spire Denne artikel om sport er en spire som bør udbygges. Du er velkommen til at hjælpe Wikipedia ved at udvide den. |